# Morchellium pannosum
Morchellium pannosum är en sjöpungsart som beskrevs av Kott 1992. Morchellium pannosum ingår i släktet Morchellium och familjen klumpsjöpungar. Inga underarter finns listade i Catalogue of Life.